# ФК Игман Коњиц
ФК Игман Коњиц је фудбалски клуб из Коњица, Федерација Босне и Херцеговине, Босна и Херцеговина, који се тренутно такмичи у Премијер лиги Босне и Херцеговине. Своје утакмице игра на градском стадиону у Коњицу, који може да прими 5.000 гледалаца. Навијачка група Игмана се зове Бештије. Клуб је основан 1920. године.

## Познатији играчи
- Давор Јозић
- Драган Јаковљевић
- Јерко Типурић
- Самир Дуро
- Ибрахим Дуро
- Шефик Церо
- Недим Јусуфбеговић

## Познати бивши тренери
- Фахрудин Зејниловић
- Миломир Шешлија[1]